# Francisco Abad Abad
Francisco Abad Abad (Novelda, Vinalopó Mitjà 1922 - Tiana, Barcelona, 29 d'agost de 2012) va ser un activista social català.
El 1937, en plena guerra civil, ingressa al sindicat UGT i treballà en una fàbrica d'armes i municions, tot i només tenir quinze anys. Acabada la guerra civil espanyola treballà en la fàbrica manipulació de marbre i pedra a Novelda. El 1948 es trasllada a València, per treballar en la construcció fins que el 1954 es trasllada a Sant Adrià de Besòs, on s'incorpora a l'incipient moviment d'associació veïnal. El 1957 marxà a viure al barri de Llefià (Badalona) on ingressa a l'HOAC i a la Federació Catalana del PSOE, amb la que participarà en el Congrés de Suresnes del PSOE.
Durant la transició democràtica es trasllada a viure al barri del Sud-oest del Besòs (Barcelona), i entra a formar part de l'Associació de Veïns com a president de la ponència de cultura, sempre en la doble condició de militant socialista i militant d'una entitat catòlica (HOAC). Participà en la fundació del Grup de Teatre Provençals, que després s'anomenaria Cap d'Estopa. També ha participat en la reivindicació mercè la qual s'han aconseguit diversos equipaments socials i culturals per al barri i en iniciatives culturals i de foment de l'esport. També ha estat cofundador de l'ACR Besòs i de l'Associació d'Amics de la Rambla de Prim. El 2001 fou guardonat amb la Medalla d'Honor de Barcelona.
Va morir el 29 d'agost del 2012 a Tiana (Barcelona) rodejat de la seva família.